# Almetevsk
Almetevsk (russisk: Альметьевск, tr. Almetevsk; tatarisk: Әлмәт) er en by i Republikken Tatarstan i Volgas føderale distrikt i Den Russiske Føderation ved floden Zaj. Almetevsk er med sine 163.747(2024) indbyggere den største by i byområdet Almetevsk-Bugulma-Leninogorsk, der har et samlet indbyggertal på ca. 437.000.2016 Almetevsk blev grundlagt i 1740 

## Geografi
Byen ligger i den syd for Kamafloden, på skråningerne af Bugulminsko-Belebejevskaja-højene på den venstre bred af floden Zaj, en biflod Kama, 265 km sydøst for Kasan, 13 km fra banegården Almetevsk. Område af byen: 41 km².
Almetevsk ligger 58 km nordvest for Bugulma og 49 km nord for Leninogorsk og er det største oliefelt, Romasjkinskoje, i Volgo-Uralskaja olie- gasområdet i den sydlige del af Tatarstan.

### Klima
| J F M A M J J A S O N D 41 −10 −18 26 −8 −17 26 −2 −10 37 10 0 36 20 8 61 24 12 71 26 14 47 23 12 55 17 7 58 7 0 48 −1 −7 41 −7 −14 Gennemsnitlige max. og min. temperaturer i °C Nedbørsmængde i mm Kilde: Almetevsk, climate-data.org |           |           |         |         |          |          |          |         |        |          |           |
| J | F         | M         | A       | M       | J        | J        | A        | S       | O      | N        | D         |
| 41 −10 −18 | 26 −8 −17 | 26 −2 −10 | 37 10 0 | 36 20 8 | 61 24 12 | 71 26 14 | 47 23 12 | 55 17 7 | 58 7 0 | 48 −1 −7 | 41 −7 −14 |
| Gennemsnitlige max. og min. temperaturer i °C |           |           |         |         |          |          |          |         |        |          |           |
| Nedbørsmængde i mm |           |           |         |         |          |          |          |         |        |          |           |
| Kilde: Almetevsk, climate-data.org |           |           |         |         |          |          |          |         |        |          |           |

| J                                             | F         | M         | A       | M       | J        | J        | A        | S       | O      | N        | D         |
| 41 −10 −18                                    | 26 −8 −17 | 26 −2 −10 | 37 10 0 | 36 20 8 | 61 24 12 | 71 26 14 | 47 23 12 | 55 17 7 | 58 7 0 | 48 −1 −7 | 41 −7 −14 |
| Gennemsnitlige max. og min. temperaturer i °C |           |           |         |         |          |          |          |         |        |          |           |
| Nedbørsmængde i mm                            |           |           |         |         |          |          |          |         |        |          |           |
| Kilde: Almetevsk, climate-data.org            |           |           |         |         |          |          |          |         |        |          |           |

Almetevsk har køligt tempereret fastlandsklima. Den koldeste måned er januar med en gennemsnitstemperatur på -13.8 °C. Den varmeste måned er juli med en gennemsnitstemperatur på 19.9 °C. Den gennemsnitlige temperatur på års basis er 3,5 °C. Den gennemsnitlige årlige nedbør er 547 mm.

## Historie
På stedet for nutidens Almetevsk, var der siden omkring 1740 , en tatarisk landsby kaldet Almet, der også gav byen sit navn. Fra denne landsby er en moske fra 1870'erne bevaret indtil i dag.
Den moderne Almetevsk opstod som en af de yngste byer i Tatarstan i 1950'erne som en bosætning omkring et oliefelt. I 1953 fik bosættelse bystatus og allerede i 1960 havde byen over 50.000 indbyggere. 100.000 indbyggere blev overskredet i midten af 1970'erne.

### Befolkningsudvikling
| År   | Indbyggere |
| ---- | ---------- |
| 1959 | 50.949     |
| 1970 | 87.092     |
| 1979 | 109.579    |
| 1989 | 129.008    |
| 2002 | 140.437    |
| 2010 | 146.393    |

Note: Data fra folketællinger

## Økonomi og transport
Almetevsk er et vigtigt center for olieproduktion. Druzjbarørledningen udgår herfra, en rørledning, der transporterer olie til Øst- og Centraleuropa. Andre rørledninger fører til Nisjnij Novgorod, Samara og Perm. Olieselskabet Tatneft har hovedkontor i byen. Store dele af byens industri, herunder dem fra ingeniørvirksomheder, betonfirmaer og rørindustrien er også forbundet med olieproduktionen og rørledningsvedligeholdelsen.
Byen har en jernbanestation, en busstation og nær byen Bugulma også en regional lufthavn. Inden for byen er der et trolleybusnetværk.

## Sport
Ishockeyklubben HK Neftjanik Almetevsk deltager i den næsthøjeste russiske liga og vandt ligaen i 1994, 2000 og 2016.
Gasfirmaet Tatneft har finansieret opførelsen af en bygning med moderne udstyr til skakklubben. I udkanten af byen er der en travbane med ridecenter.

## Reference
1. 1 2 3  almetyevsk.tatar.ru (fra Wikidata).
2. 1 2   Almetevsk officielle hjemmeside Almetevsk, hentet 28. december 2017